# Susannah York
Susannah York (Chelsea (Londen), 9 januari 1939 – Londen, 17 januari 2011) was een Britse film-, televisieactrice en toneelspeelster.
Haar filmcarrière begon in 1960 met Tunes of Glory, waarin ook Alec Guinness en John Mills speelden. Ze was bekend om haar rol als de moeder van Superman in Superman (1978), Superman II (1980) en Superman IV: The Quest for Peace (1987).
Susannah was getrouwd met Michael Wells tussen 1960 en 1976. Ze had twee kinderen. Haar zoon Orlando is eveneens een acteur. Susannah overleed aan de gevolgen van kanker op 17 januari 2011 in het Royal Marsden Hospital in Londen.

## Filmografie
- There Was a Crooked Man (1960)
- Tunes of Glory (1960)
- The Richest Man in the World (1960)
- The First Gentleman (1961)
- Loss of Innocence (1961)
- Freud (1962)
- The Slaughter of St. Teresa's Day (1962)
- Tom Jones (1963)
- The 7th Dawn (1964)
- Scene Nun, Take One (1964)
- Sands of the Kalahari (1965)
- Scruggs (1965)
- A Man for All Seasons (1966)
- Kaleidoscope (1966)
- The Killing of Sister George (1968)
- Duffy (1968)
- Sebastian (1968)
- They Shoot Horses, Don't They? (1969)
- Battle of Britain (1969)
- Lock Up Your Daughters! (1969)
- Oh! What a Lovely War (1969)
- Jane Eyre (1970)
- Brotherly Love (1970)
- Happy Birthday, Wanda June (1971)
- Images (1972)
- X, Y and Zee (1972)
- Gold (1974)
- The Great Gold Conspiracy (1974)
- Fallen Angels (1974)
- Conduct Unbecoming (1975)
- That Lucky Touch (1975)
- The Maids (1975)
- Eliza Fraser (1976)
- Sky Riders (1976)
- Superman (1978)
- Long Shot (1978)
- The Silent Partner (1978)
- A Month in the Country (1978)
- The Shout (1978)
- The Golden Gate Murders (1979)
- Superman II (1980)
- Falling in Love Again (1980)
- The Awakening (1980)
- Late Flowering Love (1981)
- Loophole (1981)
- Alicja (1982)
- Yellowbeard (1983)
- Nelly's Version (1983)
- A Christmas Carol (1984)
- Star Quality (1985)
- Daemon (1985)
- Mio in the Land of Faraway (1987)
- Superman IV: The Quest for Peace (1987)
- Tomorrow's a Killer (1987)
- A Summer Story (1988)
- A Handful of Time (1989)
- Melancholia (1989)
- Quattro piccole donne (1989)
- Barbablù, Barbablù (1990)
- Diamond's Edge (1990)
- Fate (1990)
- I Illusions (1992)
- The Higher Mortals (1993)
- Piccolo grande amore (1993)
- Romance and Rejection (1997)
- I Loop (1997)
- St. Patrick: The Irish Legend (2000)
- Jean (2000)
- The Book of Eve (2002)
- Visitors (2003)
- I Prick (2005)
- Welcome to World War One (2006)
- The Gigolos (2006)
- Maude (2007)
- Franklyn (2008)
- The Calling (2009)

## Televisieseries
- Armchair Theatre (1959-1972)
- ITV Play of the Week (1959-1961)
- ITV Television Playhouse (1959-1961)
- Thursday Theatre (1965)
- Theatre 625 (1966-1967)
- Jackanory (1966)
- Mystery and Imagination (1966)
- ITV Playhouse (1968)
- Great Mysteries (1973)
- Prince Regent (1979)
- Second Chance (1981)
- We'll Meet Again (1982)
- The Two Ronnies (1985)
- The Love Boat (1985)
- The Ray Bradbury Theater (1989)
- After the War (1989)
- Timewatch (1989-1995)
- Boon (1990)
- Screen Two (1990)
- Trainer (1991-1992)
- Devices and Desires (1991)
- Ruth Rendell Mysteries (1997)
- Holby City (2003)
- Casualty (2004)
- Doctors (2010)
- Missing (2010)